# モーセの十戒

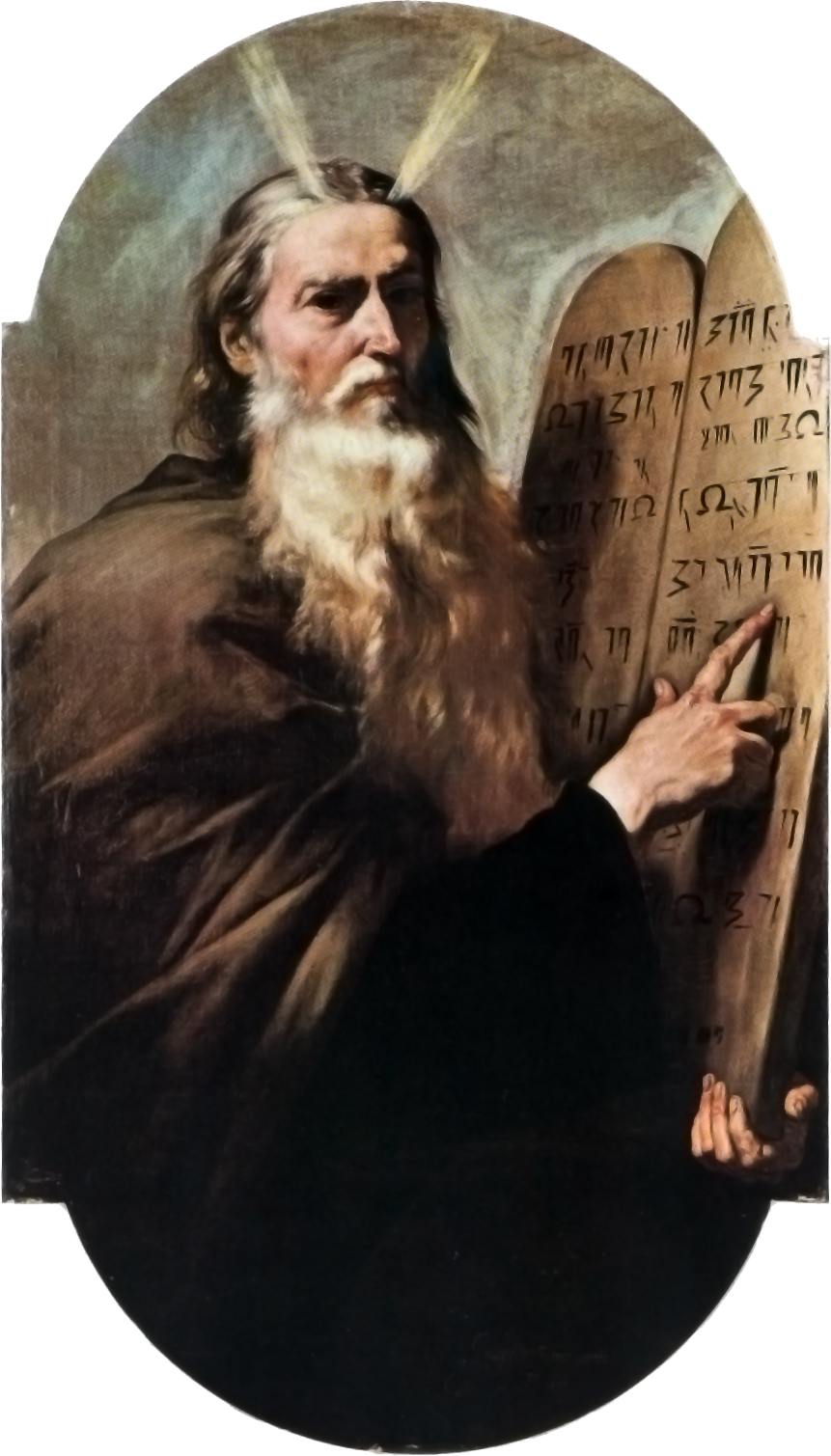
ホセ・デ・リベーラ作『モーセ』（1638年）：十戒が書かれた石板を持つモーセが描かれている。

モーセの十戒（モーセのじっかい、モーセの十誡、ヘブライ語: עשרת הדיברות、英: Ten Commandments）は、モーセが神から与えられたとされる10の戒律のこと。
旧約聖書の出エジプト記20章2節から17節、申命記5章7節から21節に書かれており、エジプト出発の後にモーセがシナイ山にて、神より授かったと記されている。
十戒の内容は神の意思が記されたものであり、モーセが十戒そのものを考え出し、自らもしくは他者に記させたものではない、とされている。出エジプト記本文では神が民全体に語りかけたがそれが民をあまりにも脅かしたためモーセが代表者として神につかわされた、とされる。シナイ契約、または単に十戒とも呼ばれる。二枚の石板からなり、二度神から渡されている。最初にモーセが受け取ったものはモーセ自身が叩き割ったとされる。

## 正教会・聖公会・プロテスタント(ルーテル教会を除く)の場合
1. 主が唯一の神であること
2. 偶像を作ってはならないこと（偶像崇拝の禁止）
3. 神の名をみだりに唱えてはならないこと
4. 安息日を守ること
5. 父母を敬うこと
6. 殺人をしてはいけないこと（汝、殺す勿れ）
7. 姦淫をしてはいけないこと
8. 盗んではいけないこと（汝、盗む勿れ）
9. 隣人について偽証してはいけないこと
10. 隣人の家や財産をむさぼってはいけないこと

## カトリック教会・ルーテル教会の場合
わたしはあなたの主なる神である。
1. わたしのほかに神があってはならない。
2. あなたの神、主の名をみだりに唱えてはならない。
3. 主の日を心にとどめ、これを聖とせよ。
4. あなたの父母を敬え。
5. 殺してはならない。
6. 姦淫してはならない。
7. 盗んではならない。
8. 隣人に関して偽証してはならない。
9. 隣人の妻を欲してはならない。
10. 隣人の財産を欲してはならない。[4]

## ウェストミンスターレーニングラード写本（欽定訳参考)
私はあなたをエジプトの地から、奴隷の家から連れてきたあなたの神יהוה（在ることが在る）です。
1. 私の顔を差し置いて他の神々を思わないこと。
2. 上方にある天、下方にある地、地の下の水の中にあるいかなるものをも彫像にしたり画像にしないこと。それに敬意を示したり、世話したりしないこと。
3. あなたの神יהוה（在ることが在る）の名前を無に帰さないこと。
4. 神聖なשבת(安息日）を覚えること。六日間労働し、あなたの神יהוהのשבתである七日目は労働をしないこと。
5. あなたの父と母を大切にすること。
6. 殺人をしないこと。
7. 配偶者以外と性行為をしないこと。
8. 侵さないこと。
9. 他人について偽りの証を答えないこと。
10. 他人に対して欲張らないこと。